# Nobuyuki Nishi
Nobuyuki Nishi (西 伸幸, Nishi Nobuyuki), né le 13 juillet 1985 à Kawasaki, est un skieur acrobatique japonais spécialisé dans les épreuves de bosses. 
Au cours de sa carrière, a fini neuvième des Jeux olympiques d'hiver de 2010 et a participé à trois mondiaux où il a remporté la médaille d'argent en bosses en parallèle en 2009 à Inawashiro, enfin en coupe du monde il est monté sur un podium en obtenant la seconde place le 2 mars 2007 à Voss.

## Palmarès

### Jeux olympiques d'hiver
| Épreuve / Édition | Vancouver 2010 |
| Bosses            | 9e             |

### Championnats du monde
| Édition/Discipline | Bosses | Bosses en parallèle |
| Mondiaux 2007      | 20e    | 20e                 |
| Mondiaux 2009      | 4e     | Argent              |
| Mondiaux 2011      | 18e    | Bronze              |
| Mondiaux 2013      | 33e    | 17e                 |

### Coupe du monde
- Meilleur classement général : 47e en 2007.
- Meilleur classement en bosses : 14e en 2011.
- 1 podium en bosses.